# Pietro Paolo Conti
Pietro Paolo Conti (Camerino, 24 de fevereiro de 1689 - Roma, 14 de dezembro de 1770) foi um cardeal do século XVIII

## Biografia
Nasceu em Camerino em 24 de fevereiro de 1689. De família nobre. Ele também está listado como Petrus Paulus de Comitibus.
Estudos iniciais em casa; depois, na Pontifícia Academia Eclesiástica, em Roma.
Entrou no estado eclesiástico, foi para Roma e tornou-se auditor do cardeal Neri Maria Corsini. Primeira garantia do Campidoglio , 1735. Referendário dos Tribunais da Assinatura Apostólica de Justiça e da Graça, 15 de setembro de 1740. Prelado doméstico de Sua Santidade. Eleitor do Tribunal da Assinatura Apostólica da Graça. Auditor do Tribunal da Assinatura Apostólica, agosto de 1740. Relator da SC do Bom Governo. Consultor da SC do Santo Ofício. Prelado da SC da Imunidade Eclesiástica. Secretário da SC do Bom Governo, janeiro de 1742. Cônego do capítulo da patriarcal basílica vaticana, 31 de janeiro de 1745. Pró-canonista da Penitenciária Apostólica, março de 1754.
Criado cardeal sacerdote no consistório de 24 de setembro de 1759; recebeu o chapéu vermelho em 27 de setembro de 1759; e o título de S. Girolamo degli Schiavoni, 19 de novembro de 1759. Atribuído à SS. CC. de Bom Governo, Imunidade Eclesiástica, delle Acque , delle Ripe e Tevere . Protetor da igreja camerinesa de Ss. Venanzio ed Ansuino, Roma. Optou pelo título de S. Stefano al Monte Celio, em 21 de março de 1763. Em 1763, foi nomeado visitante delle acquedas Três Legações; seu relatório ao papa, ao final de seu mandato, foi publicado em Roma. Ao saber que no consistório para a criação de cardeais de 26 de setembro de 1763, monsenhor Mario Marefoschi, secretário da SC de Propaganda Fide, não seria um dos prelados promovidos, o cardeal Conti escreveu ao papa oferecendo-se para renunciar seu cardinalato em favor de monsenhor Marefoschi; o papa não aceitou. Participou do conclave de 1769, que elegeu o Papa Clemente XIV. Seus múltiplos escritos foram colocados no arquivo do tribunal da SC do Bom Governo.
Morreu em Roma em 14 de dezembro de 1770, depois que as múltiplas doenças que sofreu ao longo de sua vida se agravaram e o fizeram perder a cabeça. Seu corpo foi embalsamado e exposto em uma das câmaras de seu palácio; mais tarde, foi transportado para a igreja de S. Andrea delle Fratte, em Roma, onde o funeral ocorreu em 17 de dezembro, na presença do Papa Clemente XIV, que chegou em uma carruagem com dois cardeais, presidiu a cerimônia de um trono, e quem deu a absolvição final; o Sagrado Colégio dos Cardeais também esteve presente; após o funeral, o corpo foi transferido em particular e enterrado na igreja camerinesa de Ss. Venanzio ed Ansuino, Roma, segundo seu testamento. Em seu testamento, ele nomeou seu irmão como herdeiro universal. Ele deixou 1300 escudospara distribuir aos seus servos. O Padre Tommaso Conti, OP, seu irmão, colocou a inscrição no seu túmulo.